# Filosofia del corpo
La filosofia del corpo o cognizione incorporata è un concetto recente ideato da una corrente di filosofi, cognitivisti e ricercatori di intelligenza artificiale secondo i quali la natura della mente umana sarebbe ampiamente connessa alle caratteristiche e ai movimenti del corpo umano. Sostengono che tutti gli aspetti della cognizione (idee, pensieri, concetti e categorie) sarebbero correlati ad aspetti del corpo. Tali aspetti comprendono il sistema percettivo, le intuizioni che sottostanno alle capacità di movimento (cognizione motoria), le attività e le interazioni con l'ambiente, e i presupposti ontologici sul mondo integrati nel nostro corpo e nel nostro cervello.
La tesi della filosofia del corpo si oppone ad altre teorie della cognizione, come il cognitivismo classico, il computazionalismo e ovviamente il dualismo cartesiano. L'idea ha le sue radici nella filosofia di Kant e di alcuni filosofi continentali del XX secolo, come Maurice Merleau-Ponty. La versione più moderna fa riferimento a risultati ottenuti da recenti ricerche nella linguistica, nelle scienze cognitive, nell'intelligenza artificiale, nella robotica e nella neurobiologia.
George Lakoff (un linguista e cognitivista) e suoi collaboratori (compresi Mark Johnson, Mark Turner, e Rafael E. Núñez) hanno scritto una serie di opere che promuovono ed ampliano la tesi sulla base di scoperte nel campo delle scienze cognitive, come la metafora concettuale e lo schema di immagine.
I ricercatori nella robotica come Rodney Brooks, Hans Moravec e Rolf Pfeifer hanno sostenuto come a loro avviso la vera intelligenza artificiale possa essere raggiunta solo da macchine dotate di abilità sensoriali e motorie e di un corpo vero e proprio, collegato e relazionato al mondo. I risultati di questi ricercatori hanno a loro volta ispirato filosofi come Andy Clark e Horst Hendriks-Jansen. La teoria motoria delle percezione vocale proposta da Alvin Liberman e colleghi dei Laboratori Haskins sostiene che l'identificazione delle parole è "situata" nella percezione dei movimenti corporei mediante i quali le parole vengono formate.
Gerald Edelman, Antonio Damasio ed altri neurobiologi hanno chiarito le connessioni tra corpo, strutture individuali del cervello ed aspetti della mente come la coscienza, l'emozione, l'autocoscienza e la volontà.
La biologia ha ispirato Gregory Bateson, Humberto Maturana, Francisco Varela, Eleanor Rosch and Evan Thompson a sviluppare un'idea strettamente legata detta enactivism, mentre Patricia Carpenter persegue una descrizione della cognizione biologicamente radicata detta 'modello catalitico-frattale'.

## Radici filosofiche
Nel periodo precritico, il filosofo Immanuel Kant sostenne una visione molto simile del problema mente-corpo che faceva parte della sua Storia universale della natura e teoria del cielo (1755). Max Scheler (con la teoria dello schema corporeo), José Ortega y Gasset, George Santayana, Miguel de Unamuno, Maurice Merleau-Ponty ed altri della tradizione esistenzialista hanno proposto tesi molto simili a quelle della "filosofia del corpo".

## Linguistica e scienze cognitive
Lakoff e Johnson (1999) sostengono che l'ipotesi dell'embodiment implichi il fatto che le strutture concettuali e linguistiche siano plasmate dalle peculiarità delle nostre strutture percettive. A prova di ciò, citano ricerche su effetti dell'embodiment sulla rotazione mentale e sull'immaginazione, sugli schemi di immagini sui gesti, sulle lingue dei segni, sui vocaboli per i colori e sulla metafora concettuale.
Secondo Lakoff e Johnson, una filosofia "situata" mostrerebbe come le leggi del pensiero siano metaforiche e non logiche; la verità sarebbe quindi una costruzione metaforica, non un attributo della realtà oggettiva. Vale a dire, non sarebbe basata su alcuna ontologia fondamentale proveniente da scienze fisiche o dalla religione, ma quasi certamente procederebbe invece da metafore tratte dalla nostra esperienza corporea.
Gilles Fauconnier e Mark Turner hanno proposto una teoria della cognizione detta amalgama concettuale che ha molte cose in comune con l'idea di cognizione "situata".
Ricerche condotte da Tom M. Mitchell e altri hanno mostrato che le caratteristiche senso-motorie corporee sono un aspetto intrinseco della semantica. Ogni caratteristica è associata ad un tipo specifico di attività cerebrale nella risonanza magnetica funzionale, e tali attività corrispondono al contributo di ciascuna caratteristica basilare alla semantica di una particolare parola. Le parole perciò derivano la propria semantica dall'esperienza pregressa legata probabilisticamente ad un simbolo comune.

## Neuroscienze e biologia
Una fonte di ispirazione per la filosofia del corpo è stata la ricerca nell'ambito delle neuroscienze. Un esempio è la teoria di Gerald Edelman sul modo in cui modelli matematici e computazionali come la selezione di neuroni diano vita all'emergenza di categorie. Rifacendosi alla linguistica ed alla psicologia sperimentale, oltre che a Edelman e altri neuroscienziati, Rohrer (2005) discute il modo in cui il nostro radicamento neuronale e dello sviluppo plasmino le nostre categorie linguistiche e mentali. Il grado di astrazione del pensiero si è rivelato essere associato alla distanza fisica, che quindi influenza le idee associate e la percezione del rischio.
Questa descrizione è compatibile con alcune descrizioni della cognizione promosse nella neuropsicologia, come le teorie della coscienza di Vilayanur S. Ramachandran, Gerald Edelman, e Antonio Damasio.

## Intelligenza artificiale e robotica
Nel 1950, Alan Turing propose che per pensare e parlare, una macchina avrebbe avuto bisogno di un corpo simile a quello di una persona:
(Turing, 1950)
La filosofia del corpo entrò nell'intelligenza artificiale per opera di Rodney Brooks negli anni '80. Brooks mostrò che i robot sarebbero stati più efficaci se avessero "pensato" (calcolo e pianificazione automatica) e "percepito" il meno possibile. L'intelligenza del robot avrebbe dovuto essere orientata a gestire la minor quantità possibile di informazioni, necessarie ad intraprendere un comportamento adeguato o desiderato dal creatore. Brooks (e altri) hanno sostenuto che qualsiasi agente intelligente autonomo deve essere situato e dotato di un corpo. Questa sarebbe l'unica via per giungere alla cosiddetta "IA forte".

## Filosofia
Il movimento "situato" nell'IA ha a sua volta alimentato l'argomentazione filosofica, soprattutto da parte di Clark (1997) e Hendriks-Jansen (1996). Esso ha anche condotto ad una rivalutazione delle emozioni, considerate oggi un costituente indispensabile della mente, e non più un'aggiunta inessenziale al pensiero intellettivo-razionale.

## Educazione
Le riflessioni nell'ambito della filosofia del corpo stanno influenzando il dibattito in educazione avviando una riflessione sulle modalità di insegnamento e apprendimento. Tutti i principali modelli educativi, lasciando da parte ogni inclinazione preferenziale, devono poter essere riformulati a partire da una ponderata riflessione sul rapporto che ambiscono a instaurare con il corpo e sul modo in cui propongono di occuparsene.